# Anotogaster klossi
Anotogaster klossi är en trollsländeart som beskrevs av Fraser 1919. Anotogaster klossi ingår i släktet Anotogaster och familjen kungstrollsländor. IUCN kategoriserar arten globalt som otillräckligt studerad. Inga underarter finns listade i Catalogue of Life.